# Mont Dandji
Mont Dandji är ett berg i Centralafrikanska republiken.   Det ligger i prefekturen Préfecture de l'Ouham-Pendé, i den västra delen av landet, 500 km nordväst om huvudstaden Bangui. Toppen på Mont Dandji är 1 153 meter över havet, eller 38 meter över den omgivande terrängen. Bredden vid basen är 0,92 km.
Terrängen runt Mont Dandji är kuperad norrut, men söderut är den platt. Runt Mont Dandji är det glesbefolkat, med 16 invånare per kvadratkilometer.. Det finns inga samhällen i närheten.
I omgivningarna runt Mont Dandji växer huvudsakligen savannskog.